# Natação nos Jogos Olímpicos de Verão de 1988 - Revezamento 4x100 m medley masculino
A competição do Revezamento 4x100 m medley masculino da natação nos Jogos Olímpicos de Verão de 1988 foi disputada no dia 25 de setembro no  Jamsil Indoor Swimming Pool em Seul, Coreia do Sul.

## Medalhistas
|  | USA Estados Unidos                                                                 |  | CAN Canadá                                         |  | URS União Soviética |
|  | David Berkoff Richard Schroeder Matt Biondi Chris Jacobs Jay Mortenson* Tom Jager* |  | Mark Tewksbury Victor Davis Tom Ponting Sandy Goss |  | Igor Polyansky Dmitry Volkov Vadim Yaroshchuk Gennadiy Prigoda Sergei Zabolotnov*, Valeriy Lozik* Konstantin Petrov* Nikolay Yevseyev* *Indica que o competidor disputou apenas as eliminatórias. |

## Recordes
Antes desta competição, os recordes mundiais e olímpicos da prova eram os seguintes:
| Tipo | Atleta | Tempo   | Local                       | Data                 |
| ---- | --- | ------- | --------------------------- | -------------------- |
|      | Estados Unidos (USA) Rick Carey John Moffet Pablo Morales Matt Biondi                                        | 3:38.28 | Tóquio, Japão               | 18 de agosto de 1985 |
|      | Estados Unidos (USA) Rick Carey (55.41) Steve Lundquist (1:01.86) Pablo Morales (52.87) Rowdy Gaines (49.16) | 3:39.30 | Los Angeles, Estados Unidos | 4 de agosto de 1984  |

Os seguintes recordes mundiais ou olímpicos foram estabelecidos durante esta competição:
| Data           | Evento | Atleta | Tempo   | Notas           |
| -------------- | ------ | --- | ------- | --------------- |
| 25 de setembro | Final  | USA Estados Unidos David Berkoff (54.56) Richard Schroeder (1:01.64) Matt Biondi (52.38) Chris Jacobs (48.35) | 3:36.93 | Recorde mundial |

## Resultados

### Eliminatórias
Regra: Os oito times mais rápidos avançam à final (Q).
| Pos. | Raia | CON                          | Nadadores | Tempo   | Notas |
| ---- | ---- | ---------------------------- | --- | ------- | ----- |
| 1    | 4    | USA Estados Unidos           | David Berkoff (55.69) Richard Schroeder (1:01.64) Jay Mortenson (54.46) Tom Jager (51.21)                          | 3:43.00 | Q     |
| 2    | 3    | GBR Grã-Bretanha             | Gary Binfield (57.89) Adrian Moorhouse (1:02.33) Andy Jameson (53.47) Roland Lee (50.75)                           | 3:44.44 | Q     |
| 3    | 2    | CAN Canadá                   | Mark Tewksbury (57.05) Victor Davis (1:03.14) Tom Ponting (54.12) Sandy Goss (50.25)                               | 3:44.56 | Q     |
| 4    | 4    | FRG Alemanha Ocidental       | Frank Hoffmeister (57.04) Mark Warnecke (1:03.80) Michael Gross (54.41) Björn Zikarsky (49.47)                     | 3:44.72 | Q     |
| 5    | 3    | URS União Soviética          | Sergei Zabolotnov (57.14) Valeriy Lozik (1:02.80) Konstantine Petrov (55.02) Nikolay Yevseyev (50.33)              | 3:45.29 | Q     |
| 6    | 2    | NED Países Baixos            | Hans Kroes (58.11) Ronald Dekker (1:02.42) Frank Drost (54.50) Patrick Dybiona (50.62)                             | 3:45.65 | Q     |
| 7    | 4    | JPN Japão                    | Daichi Suzuki (56.24) Hironobu Nagahata (1:03.51) Hiroshi Miura (55.65) Shigeo Ogata (51.48)                       | 3:46.88 | Q     |
| 8    | 2    | AUS Austrália                | Carl Wilson (58.31) Ian McAdam (1:05.17) Jon Sieben (54.65) Andrew Baildon (49.27)                                 | 3:47.40 | Q     |
| 9    | 3    | SUI Suíça                    | Patrick Ferland (58.27) Étienne Dagon (1:04.61) Dano Halsall (55.71) Stéfan Voléry (49.50)                         | 3:48.09 |       |
| 10   | 4    | FRA França                   | Franck Schott (57.04) David Leblanc (1:04.85) Ludovic Depickère (56.37) Bruno Gutzeit (50.38)                      | 3:48.64 |       |
| 11   | 3    | NZL Nova Zelândia            | Paul Kingsman (57.73) Anthony Beks (1:05.43) Anthony Mosse (54.03) Ross Anderson (51.74)                           | 3:48.93 |       |
| 12   | 4    | ESP Espanha                  | Martín López-Zubero (58.05) Ramón Camallonga (1:04.67) José Luis Ballester (55.66) José Hernando (51.09)           | 3:49.47 |       |
| 13   | 2    | TCH Checoslováquia           | Pavel Vokoun (59.25) Radek Beinhauer (1:03.71) Robert Wolf (56.23) Petr Kladiva (50.71)                            | 3:49.90 |       |
| 14   | 4    | DEN Dinamarca                | Lars Sørensen (58.17) Christian Toft (1:07.32) Benny Nielsen (55.57) Franz Mortensen (50.91)                       | 3:51.97 |       |
| 15   | 3    | ITA Itália                   | Valerio Giambalvo (59.70) Gianni Minervini (1:05.06) Leonardo Michelotti (56.76) Roberto Gleria (50.54)            | 3:52.06 |       |
| 16   | 2    | HUN Hungria                  | Tamás Deutsch (58.52) Károly Güttler (1:03.59) Valter Kalaus (58.30) Mihály-Richard Bodór (51.83)                  | 3:52.24 |       |
| 17   | 4    | SIN Singapura                | David Lim Fong Jock (58.03) Ng Yue Meng (1:05.89) Ang Peng Siong (56.63) Oon Jin Gee (52.31)                       | 3:52.86 |       |
| 18   | 3    | BRA Brasil                   | Rogério Romero (57.99) Cícero Tortelli (1:06.54) Eduardo de Poli (56.65) Emanuel Nascimento (52.03)                | 3:53.21 |       |
| 19   | 2    | CHN China                    | Lin Laijiu (59.32) Chen Jianhong (1:04.73) Zheng Jian (57.04) Shen Jianqiang (53.09)                               | 3:54.18 |       |
| 20   | 3    | MEX México                   | Ernesto Vela (59.16) Javier Careaga (1:06.07) Urbano Zea (57.66) Rodrigo González (51.32)                          | 3:54.21 |       |
| 21   | 1    | KOR Coreia do Sul            | Park Dong-pil (1:01.38) Yoon Joo-il (1:04.42) Park Yeong-cheol (56.96) Kwon Sang-won (54.18)                       | 3:56.94 |       |
| 22   | 4    | HKG Hong Kong                | Yip Hor Man (1:03.23) Watt Kam Sing (1:08.53) Tsang Yi Ming (59.44) Michael Wright (54.08)                         | 4:05.28 |       |
| 23   | 2    | GRE Grécia                   | Ilias Malamas (59.88) Nikolaos Fokianos (1:07.61) Theodoros Griniazakis (1:01.09) Charalambos Papanikolaou (59.13) | 4:07.71 |       |
| 24   | 1    | ISV Ilhas Virgens Americanas | William Cleveland (1:05.06) Kraig Singleton (1:13.73) Kristan Singleton (1:01.93) Hans Foerster (54.31)            | 4:15.03 |       |
| 25   | 1    | UAE Emirados Árabes Unidos   | Mohamed Abdullah (1:08.35) Obaid Al-Rumaithi (1:15.72) Mohamed Bin Abid (1:06.57) Ahmad Faraj (57.91)              | 4:28.55 |       |

### Final
| Pos.              | Raia | CON                    | Nadadores                                                                                        | Tempo   | Notas            |
| ----------------- | ---- | ---------------------- | ------------------------------------------------------------------------------------------------ | ------- | ---------------- |
| Medalha de ouro   | 4    | USA Estados Unidos     | David Berkoff (54.56) Richard Schroeder (1:01.64) Matt Biondi (52.38) Chris Jacobs (48.35)       | 3:36.93 | Recorde mundial  |
| Medalha de prata  | 3    | CAN Canadá             | Mark Tewksbury (56.11) Victor Davis (1:00.90) Tom Ponting (53.52) Sandy Goss (48.75)             | 3:39.28 | Recorde nacional |
| Medalha de bronze | 2    | URS União Soviética    | Igor Polyansky (55.35) Dmitry Volkov (1:01.53) Vadim Yaroshchuk (53.34) Gennadiy Prigoda (49.74) | 3:39.96 |                  |
| 4                 | 6    | FRG Alemanha Ocidental | Frank Hoffmeister (57.18) Alexander Mayer (1:03.12) Michael Gross (53.17) Björn Zikarsky (49.51) | 3:42.98 |                  |
| 5                 | 1    | JPN Japão              | Daichi Suzuki (55.87) Hironobu Nagahata (1:02.75) Hiroshi Miura (54.18) Shigeo Ogata (51.56)     | 3:44.36 |                  |
| 6                 | 8    | AUS Austrália          | Carl Wilson (57.85) Ian McAdam (1:05.01) Jon Sieben (53.42) Andrew Baildon (49.57)               | 3:45.85 |                  |
| 7                 | 7    | NED Países Baixos      | Hans Kroes (58.26) Ronald Dekker (1:03.40) Frank Drost (54.48) Patrick Dybiona (50.41)           | 3:46.55 |                  |
| 8                 | 5    | GBR Grã-Bretanha       | Neil Harper Adrian Moorhouse Andy Jameson Mark Foster                                            | DSQ     |                  |